# Neocyamus physeteris
Neocyamus physeteris är en kräftdjursart som först beskrevs av Félix Archimède Pouchet 1888.  Neocyamus physeteris ingår i släktet Neocyamus och familjen vallöss. Inga underarter finns listade i Catalogue of Life.